# Peter II av Savojen
Peter II av Savojen, född 1203, död 1268, var regerande greve av Savojen från 1263 till 1268.